# Kianna Smith
Kianna Smith (ur. 10 czerwca 1999 w Moreno Valley) – amerykańska koszykarka, występująca na pozycjach rozgrywającej lub rzucającej.
W 2017 wystąpiła w meczu gwiazd amerykańskich szkół średnich McDonald’s All-American.
16 stycznia 2023 dołączyła do Connecticut Sun.

## Osiągnięcia
Stan na 23 czerwca 2023, na podstawie, o ile nie zaznaczono inaczej.
NCAA
- Uczestniczka rozgrywek:
  - NCAA Final Four (2022)
  - Elite 8 turnieju NCAA (2021, 2022)
  - turnieju NCAA (2018, 2019, 2021, 2022)
- Mistrzyni sezonu regularnego konferencji Atlantic Coast (ACC – 2021)
- Zaliczona do:
  - I składu najlepszych pierwszorocznych zawodniczek Pac-12 (2018)
- Najlepsza pierwszoroczna zawodniczka kolejki:
  - NCAA (według USBWA)
  - konferencji Pac-12 (3x – 2017/2018)